# Gerard Ammerlaan
Gerard Ammerlaan (Pijnacker, 19 januari 1953 – Groningen, 19 november 2011) was een Nederlandse componist.

## Activiteiten
In de jaren 60 en 70 begon Ammerlaan zijn carrière als basgitarist in verscheidene pop- en jazzgroepen. In de jaren 80 schakelde hij over op de contrabas en geïmproviseerde muziek. Vanaf 1979 was hij als improvisator actief, vanaf 1983 leidde hij eigen ensembles. Daarnaast gaf Ammerlaan ook soloconcerten. Sinds 1983 schreef hij voor zijn eigen ensembles muziek, wat hij sinds de jaren negentig ook, meestal in opdracht, voor andere ensembles en speciale projecten ging doen. De componist en bassist heeft circa 40 jaar muziek geschreven, onder andere jazz- en improvisatiemuziek, opera's, orkestwerken, strijkkwartetten en filmmuziek.

## Prijzen
In 1985 werd Ammerlaan de ontvanger van de Forma Aktua Jazzprijs (later genoemd Henri de Wolf Jazzprijs).
In 1995 ontving hij samen met librettist Jo Willems de Wessel Gansfortprijs van de provincie Groningen.
In 2011 werd Ammerlaan benoemd tot Ridder in de Orde van Oranje Nassau.